# 298 (liczba)
298 (dwieście dziewięćdziesiąt osiem) – liczba naturalna następująca po 297 i poprzedzająca 299.

## W matematyce
- 298 to liczba parzysta złożona z dwoma czynnikami pierwszymi[1].
- 298 jest liczbą nietocjentną i niekototywną, co oznacza, że zarówno phi(x), jak i x-phi(x) nie mogą dać w wyniku 298[2].
- 298 to liczba wielomianowych funkcji symetrycznych w macierzy rzędu 6 z oddzielnymi permutacjami wierszy i kolumn[3].
- 298 to liczba, gdzie 6n+1 i 6n-1 są liczbami pierwszymi[4].

## WKsiędze Rekordów Guinnessa
- 25 czerwca 2022 roku największą liczbę osób skaczących jednocześnie "na bombę" do wody odnotowano w Belgii. Udział wzięło 298 uczestników[5].
- 17 sierpnia 2011 roku w Vermont zakończyła się największa parada samochodów Cadillac. W paradzie wzięło udział 298 samochodów[6].
- 19 maja 2018 roku w Huainan w Chinach zakończyła się największa lekcja fitness core. Udział wzięło 298 uczestników[7].